# Hiroyuki Iwaki

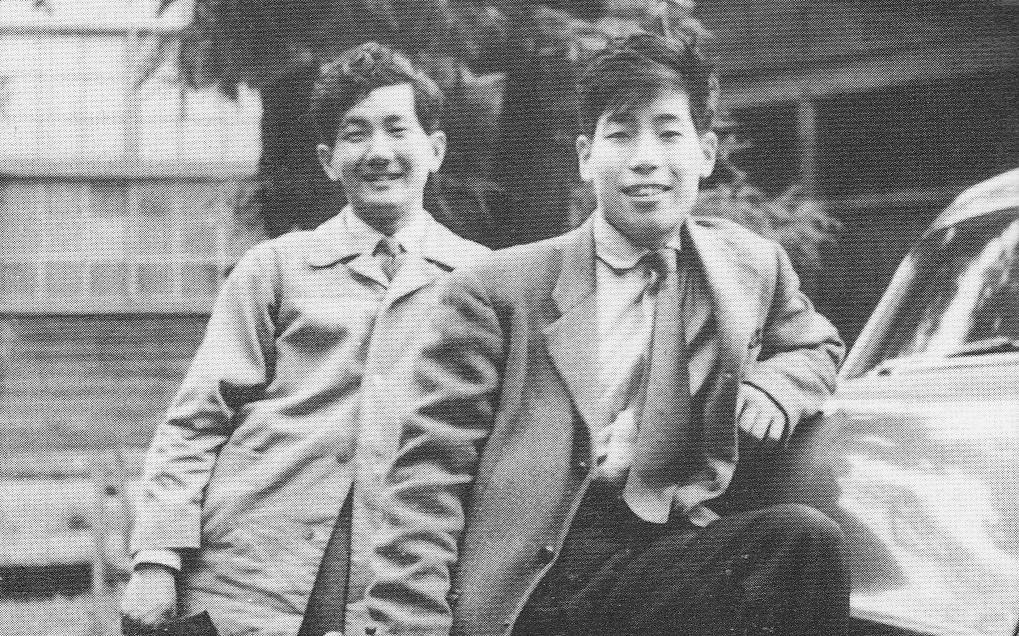
Iwaki (links) mit Yamamoto

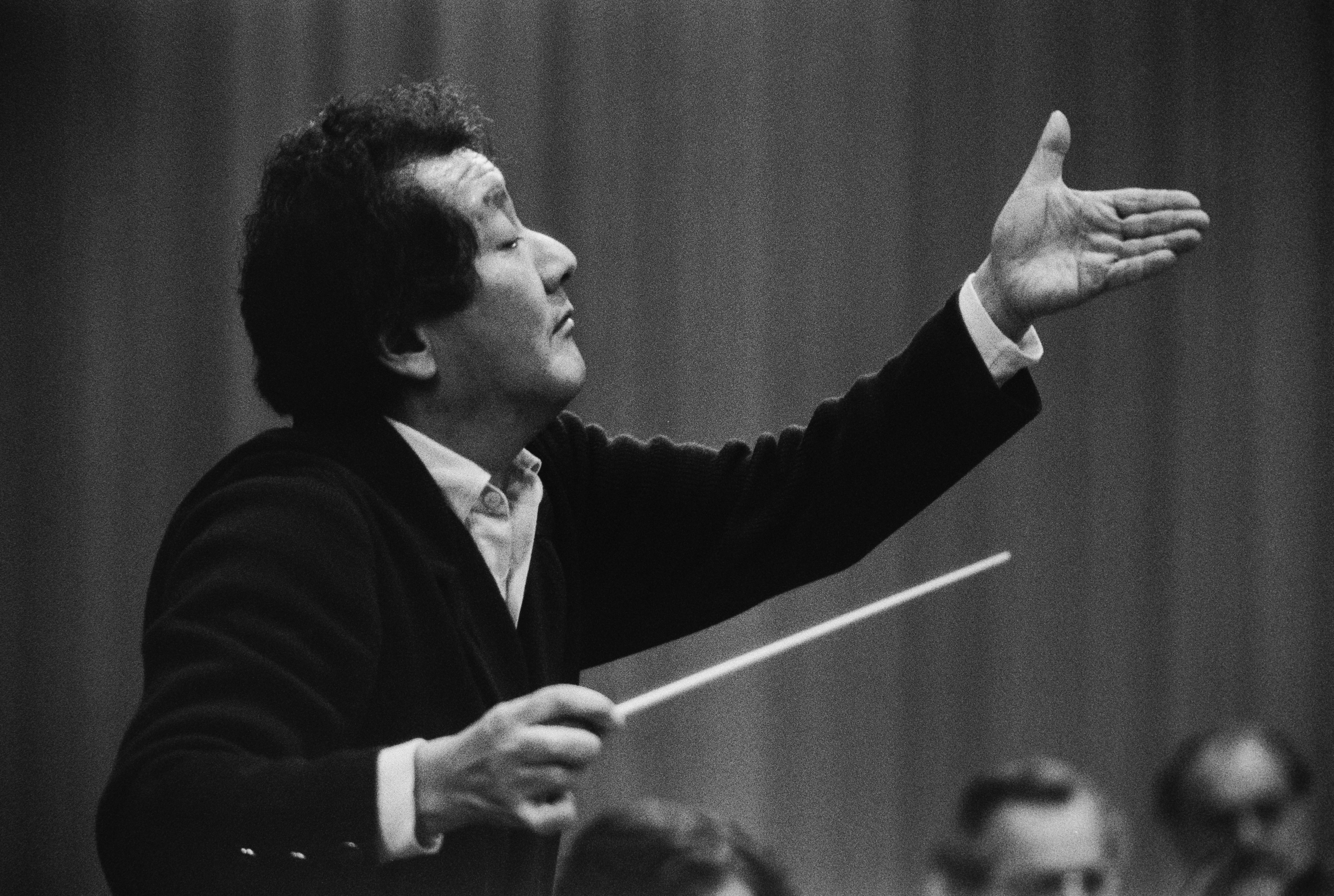
Hiroyuki Iwaki in Bamberg

Hiroyuki Iwaki (japanisch 岩城 宏之, Iwaki Hiroyuki; geboren am 6. September 1932 in Tokio; gestorben am 23. Juni 2006 daselbst) war ein japanischer Dirigent.

## Leben und Wirken
Hiroyuki Iwai brach ein Schlagzeugstudium der Musikfakultät der Universität der Künste Tōkyō ab und studierte 1956 das Dirigieren bei Watanabe Akeo (渡辺 暁雄; 1919–1990) und Saitō Hideo beim NHK-Sinfonieorchester. Im selben Jahr debütierte er und dirigierte Tschaikowskys Sinfonie Nr. 6 „Pathétique“ mit dem NHK-Sinfonieorchester. Er dirigierte das Orchester 1960 auf dessen Tour durch Europa und die Vereinigten Staaten. 
1969 wurde Iwaki ständiger Dirigent des Orchesters und wurde 1974 außerdem als leitender Dirigent des Melbourne-Symphonieorchesters engagiert. Weiter wurde er Dirigent des 1956 gegründeten Tōkyō-Philharmonic-Chorus (東京混声合唱団, Tōkyō konsei gasshō-dan). Im Laufe des Lebens hat Iwaki dann alle bedeutenden Orchester der Welt dirigiert.
Iwaki ist bekannt dafür, dass er über 1000 Erstaufführungen moderner Musik dirigiert hat, was ihm den Beinamen „Shoemma“ (初演魔) „Erstaufführungs-Dämon“  eingebracht hat. 2001 erhielt er den Ehrenpreis der Akademie der Künste, 2002 wurde er Mitglied der Akademie. 2005 wurde er mit dem Asahi-Preis ausgezeichnet.